# Río San Juan del Oro
Le río San Juan del Oro appelé aussi río Grande de San Juan de Oros ou río San Juan Mayu est une rivière située au centre-ouest de l'Amérique du Sud, affluent du río Pilaya en rive gauche, donc sous-affluent du río Pilcomayo.

## Parcours
Le río a une longueur de 388 kilomètres, divisés en trois segments: 46 km sont exclusivement argentins, les 56 km suivants font frontière entre l'Argentine et la Bolivie, et les 286 km restants son exclusifs de la Bolivie. Le long parcours de ses eaux jusqu'à l'océan est le suivant :
Río San Juan del Oro, río Camblaya, río Pilaya, río Pilcomayo, río Paraguay, río Paraná, río de la Plata, océan Atlantique.

### Secteur argentin
Les sources de la rivière se situent dans divers ruisseaux qui naissent dans la cordillère de Lípez et sur les pentes du volcan Granada, dans les départements de Santa Catalina et Rinconada de la province de Jujuy, en Argentine. Là il parcourt ses premiers 46 km, dont 30 sont accompagnés par la route nationale 40 argentine.

## Affluents
- Il reçoit en rive droite les eaux du río La Quiaca venu d'Argentine.
- En Bolivie il reçoit le río Cotagaita, après quoi il prend le nom de río Camblaya, puis de río Pilaya.